# Кристоф II фон Шварценберг
Кристоф II фон Шварценберг (на немски: Christoph II zu Schwarzenberg; * 7 септември 1550; † 6 юли 1596, погребан във Визенфелден, Бавария) е граф на Шварценберг (1552 – 1596) и граф на Хоенландсберг (1566 – 1596).

## Произход
Той е единственият син на Вилхелм фон Шварценберг (* 26 август 1511; † 11 януари 1552) и съпругата му Мария фон Ек цу Рандек (* 1 октомври 1525; † 13 август 1570, Мюнхен), дъщеря на Леонхард фон Ек цу Рандек и Фелицитас фон Фрайберг. Внук е на фрайхер Кристоф I фон Шварценберг (1488 – 1538) и Ева фон Монфор-Тетнаг (1494 – 1527) и правнук на фрайхер Йохан фон Шварценберг (1463 – 1528) и графиня Кунигунда фон Ринек (1469 – 1502). Майка му Мария фон Ек се омъжва втори път 1530 г. за Арундо Шлик цу Басано-Вайскирхен (1522 – 1589).

## Фамилия
Кристоф II фон Шварценберг се жени за Анна Кергл цу Фюрт (* 1553; † 1622), дъщеря на Рихард Кергл цу Фюрт и Вероника фон Шварценщайн, дъщеря на Рихард Кергл цу Фюрт и Вероника фон Шварценщайн. Те имат седем деца:
- Анна Мария (* 28 януари 1575; † 10 април 1575)
- Ханс Вилхелм (* 17 септември 1576; † 26 септември 1576, манастир Щраубинг)
- Ханс Фридрих (* 24 декември 1577; † 14 февруари 1605, Пасау)
- Ханс Вилхелм (* 29 март 1579; † 6 януари 1580)
- Кристоф III фон Шварценберг (* 24 май 1581; † 1 май 1611), граф на Шварценберг-Хоенландсберг, женен 7 април 1603 г. за фрайин Мария Барбара цум Турн († сл. 1603)
- Анна Мария (* 23 януари 1583; † 20 декември 1637, Цайцкофен), омъжена I. за фрайхер Паул Хартунг фон Гумпенберг († 13 май 1613), II. 1618 г. за фрайхер Йохан Кристоф фон Лойблфинг († 16 март 1619), III. на 11 януари 1626 г. за граф Йохан Хайнрих Нотхафт фон Вернберг (* 9 февруари 1604, Блайбах; † 2 юли 1665, Виена)
- Вилхелм (* 10 май 1585; † 15 май 1585)
- Георг Лудвиг фон Шварценберг-Хоенландсберг (* 24 декември 1586; † 22 юли 1646, Фройденау), граф на Шварценберг-Хоенландсберг, женен I. 1617 г. за Анна Нойман фон Васерлеонбург (* 25 ноември 1535; † 18 декември 1623), II. 1624 г. за графиня Мария Елизабет фон Зулц-Клетгау (* ок. 1587; † 12 декември 1651), дъщеря на ландграф Рудолф IV фон Зулц
- Йохана Регина (* 1 ноември 1588; † 17 септември 1590)